# Neudau

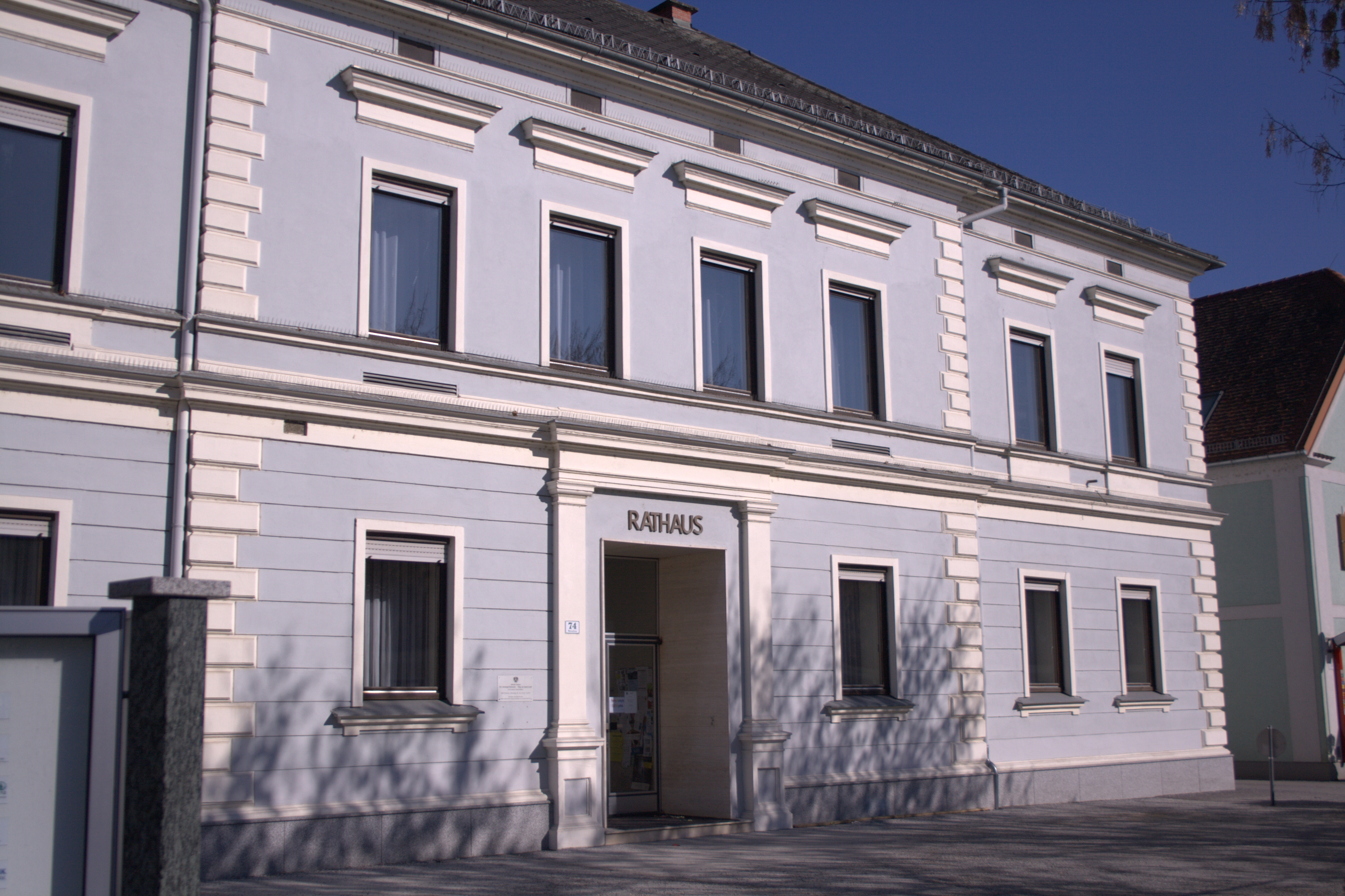
Das Rathaus von Neudau

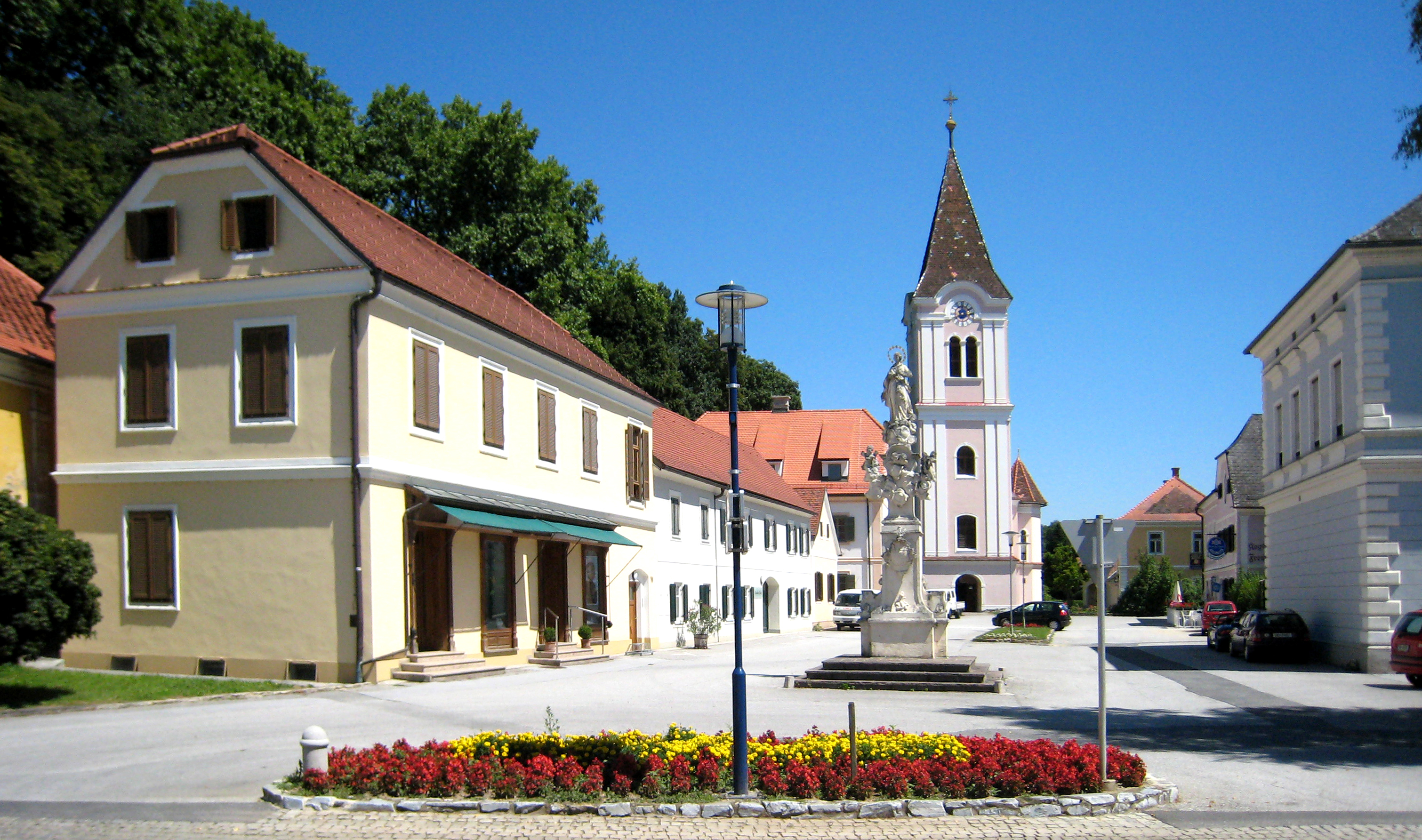
Kirche Neudau mit Mariensäule

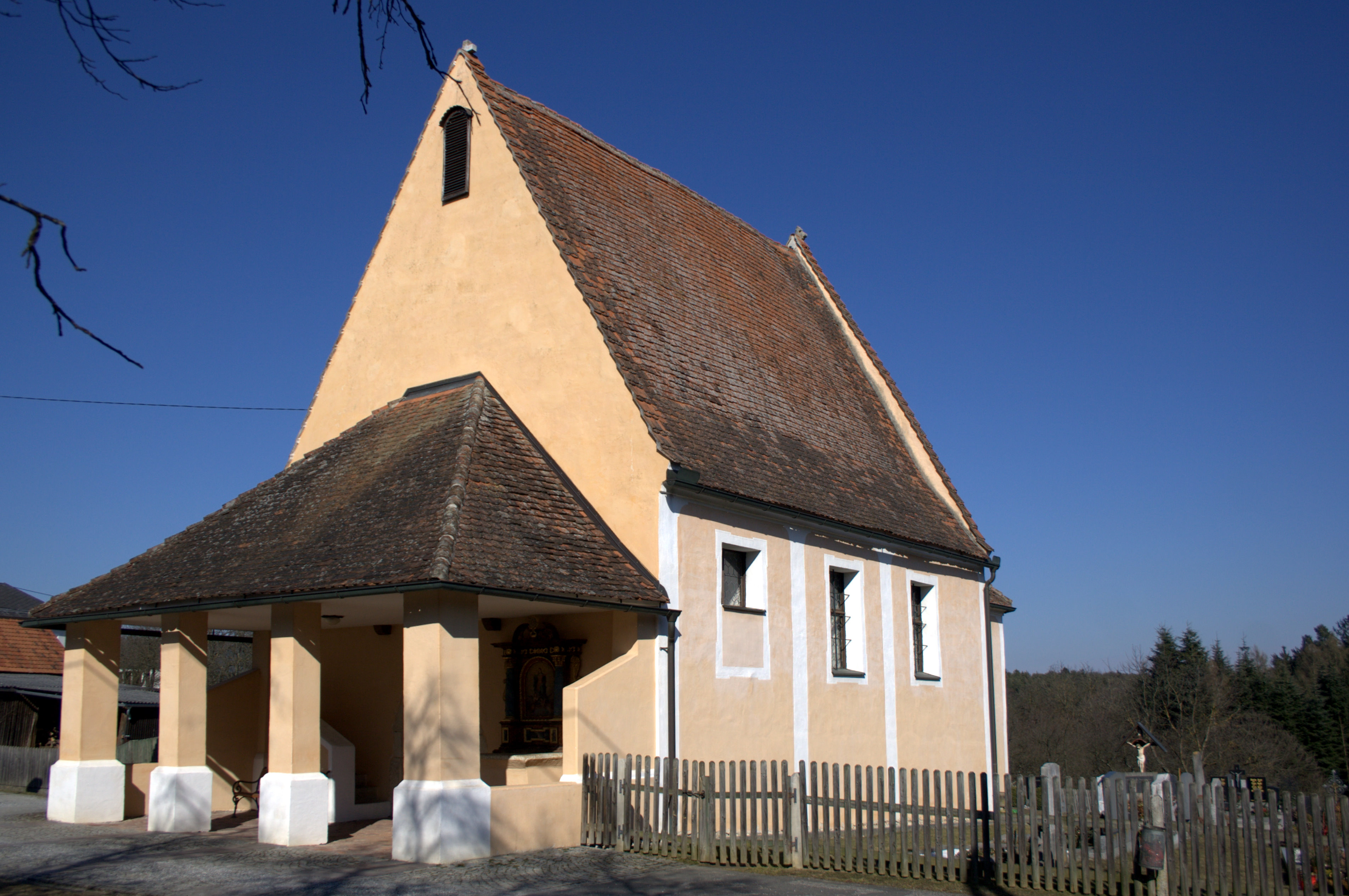
Kirche in Unterlimbach

Neudau ist eine Marktgemeinde mit 1511 Einwohnern (Stand 1. Jänner 2025) im Gerichtsbezirk Fürstenfeld bzw. Bezirk Hartberg-Fürstenfeld in der Steiermark (Österreich).

## Geographie

### Geographische Lage
Neudau liegt am Ostrand des oststeirischen Hügellandes direkt an der Grenze zum Burgenland, von dem es nur durch die Lafnitz getrennt ist, ca. 15 km südöstlich der Bezirkshauptstadt Hartberg und ca. 50 km östlich der Landeshauptstadt Graz.
Der westliche Teil des Gemeindegebietes wird durch den Neudauer Wald abgedeckt, während sich in der Mitte mit dem Fuchsschweifteich und dem Großen Neudauer Teich zwei Seen befinden. Das besiedelte Gebiet befindet sich am Ufer der Lafnitz, wobei hier zunächst der Angerbach, später der Lobenbach in etwa einem Kilometer Abstand zum Fluss verlaufen.
2021 wurde die Grenze zwischen dem Burgenland und der Steiermark im Bereich Burgauberg-Neudauberg und Neudau geändert. Auslöser für diese Grenzverschiebung waren der Hochwasserschutz und die damit verbundene Regulierung der Lafnitz. Das Burgenland wurde auf Kosten der Steiermark um 6000 Quadratmeter größer.

### Gemeindegliederung
Das Gemeindegebiet umfasst folgende zwei Ortschaften (in Klammern Einwohnerzahl Stand 1. Jänner 2025):
- Neudau (1277)
- Unterlimbach (234)

Die Gemeinde besteht aus den Katastralgemeinden Neudau und Unterlimbach.

### Gemeindezusammenlegung
Mit 1. Jänner 2015 wurde ihr Gebiet um einen Teil der bis dahin bestehenden Nachbargemeinde Limbach bei Neudau (Katastralgemeinde Unterlimbach) erweitert. Grundlage dafür ist die Steiermärkische Gemeindestrukturreform.

### Nachbargemeinden
|                 | Rohr bei Hartberg                           | Hackerberg            |
| Bad Waltersdorf | Kompassrose, die auf Nachbargemeinden zeigt | Burgauberg-Neudauberg |
| Burgau          | Burgau                                      | Burgauberg-Neudauberg |

## Geschichte
Die Geschichte der Gemeinde Neudau hängt stark mit der Burg Neudau zusammen. Diese wird 1371 erstmals als Wasserburg urkundlich erwähnt. Zu diesem Zeitpunkt war sie in Besitz der Neuberger. Das Flüsschen Lafnitz bildet die steirische Grenze zum einst ungarischen Burgenland, weshalb die Burgen Neudau und Burgau oft umkämpft waren. Der später zu einem Türkeneinfall umgedichtete Ungarneinfall von 1418 zog auch Neudau in Mitleidenschaft.
Um 1500 ging die Herrschaft teils als Erbschaft, teils durch Kauf in den Besitz der Polheimer über. Durchziehende Türken zerstörten 1532 den Ort Neudau, die Burg blieb jedoch erhalten. 1574 erwarb Wilhelm Freiherr von Rottal, 1706 der aus Schlesien stammende Graf Franz Karl Kottulinsky die Herrschaft. Da die Türken 1683 vor Wien vernichtend geschlagen worden waren, gab es für Neudau auch keine umkämpfte Grenze mehr, da Ungarn mit dem türkischen Rückzug weitgehend unter die Herrschaft der Habsburger Monarchie gekommen war. 1711 nahmen aber ungarische Aufständische die Burg ein und steckten sie in Brand. Die Grafen Kottulinsky beauftragten 1720 den Architekten Josef Carlone mit der Barockisierung der Anlage, die sie bis heute besitzen. Dabei wurden Nord- und Westteil neu erbaut und anstatt des Wassergrabens, der Bastionen und Wehrmauern wurde ein Park angelegt. Von der wehrhaften Anlage blieb nur der runde Kanonenturm an der Einfahrt zur Vorburg erhalten. Ende des 19. Jahrhunderts versah man alle Fronten des Hauptgebäudes mit neobarocken Fassaden. Von der Innenausstattung sind noch einige Öfen aus der Renaissance- und der Barockzeit erhalten.

### Bevölkerungsentwicklung
| Neudau: Einwohnerzahlen von 1869 bis 2024           | Neudau: Einwohnerzahlen von 1869 bis 2024 | Neudau: Einwohnerzahlen von 1869 bis 2024 | Neudau: Einwohnerzahlen von 1869 bis 2024 | Neudau: Einwohnerzahlen von 1869 bis 2024 |
| --------------------------------------------------- | ----------------------------------------- | ----------------------------------------- | ----------------------------------------- | ----------------------------------------- |
| Jahr                                                |                                           |                                           |                                           | Einwohner                                 |
| 1869                                                | 1869                                      |                                           | 1.006                                     | 1.006                                     |
| 1880                                                | 1880                                      |                                           | 1.047                                     | 1.047                                     |
| 1890                                                | 1890                                      |                                           | 1.113                                     | 1.113                                     |
| 1900                                                | 1900                                      |                                           | 1.144                                     | 1.144                                     |
| 1910                                                | 1910                                      |                                           | 1.313                                     | 1.313                                     |
| 1923                                                | 1923                                      |                                           | 1.340                                     | 1.340                                     |
| 1934                                                | 1934                                      |                                           | 1.370                                     | 1.370                                     |
| 1939                                                | 1939                                      |                                           | 1.316                                     | 1.316                                     |
| 1951                                                | 1951                                      |                                           | 1.431                                     | 1.431                                     |
| 1961                                                | 1961                                      |                                           | 1.477                                     | 1.477                                     |
| 1971                                                | 1971                                      |                                           | 1.493                                     | 1.493                                     |
| 1981                                                | 1981                                      |                                           | 1.392                                     | 1.392                                     |
| 1991                                                | 1991                                      |                                           | 1.368                                     | 1.368                                     |
| 2001                                                | 2001                                      |                                           | 1.501                                     | 1.501                                     |
| 2011                                                | 2011                                      |                                           | 1.450                                     | 1.450                                     |
| 2021                                                | 2021                                      |                                           | 1.500                                     | 1.500                                     |
| 2024                                                | 2024                                      |                                           | 1.542                                     | 1.542                                     |
| Quelle(n): Statistik Austria, Gebietsstand 1.1.2021 |                                           |                                           |                                           |                                           |

## Kultur und Sehenswürdigkeiten
- Pfarrkirche Neudau
- Kirche St. Bartholomä in Unterlimbach

## Wirtschaft und Infrastruktur

### Garnfabrik
Die ehemalige Garnfabrik wurde 1789 im benachbarten Burgau (Steiermark) als erste mechanische Baumwollspinnerei in Kontinentaleuropa gegründet. Die Fabrikanlagen wurden 1830/1831 von Georg Borckenstein (1787–1863) erworben. Bereits 1845 expandierte die Garnherstellung nach Neudau, wo heute noch historische Fabriksbauten aus 1850 bestehen. 1924/1925 konnte Erich Seutter von Loetzen (1890–1965) mit eigenem Geld und mit dem seiner Frau und seines Bruders den anstehenden Konkurs der seit 1853 G. Borckenstein & Sohn genannten Firma abwenden. Diese wurde 1928 in eine Aktiengesellschaft umgewandelt, deren Mehrheitseigentümer von 1933 bis 1991 Angehörige der Familie Seutter von Loetzen waren. Als Firmenchef gewährte Erich von Seutter den Mitarbeitern der Firma günstige Konditionen für den Bau von Einfamilienhäusern am Areal der Erich-Seutter-Siedlung in Neudau. In den frühen 1960er Jahren begann ein umfassender Modernisierungsprozess. Das Unternehmen hieß seit dem Jahr 2000 Borckenstein AG und seit 24. Juli 2010 Borckenstein GmbH. Im Jänner 2013 fusionierte es mit der italienischen Fil Man Made Group s.r.l., mit Sitz in Signoressa di Trevignano und Produktionsstätten in Italien, Portugal, Türkei und China. Die Fil Man Made Group übernahm die Mehrheitsanteile, EOSS Industries blieb Minderheitsgesellschafter. Die Gruppe hatte etwa 1000 Mitarbeiter und erwartete für 2013 einen Umsatz von 180 Mio. Euro. Mit Rotor- und Ringspinnverfahren sowie mit Vortex-Airjet wurde auf 25.000 Spindeln eine Vielzahl an Qualitäten von Garnen und Zwirnen aus Natur- und Kunstfasern erzeugt. Verarbeitet wurden insbesondere Zellulosefasern aus verschiedenen Herstellungsverfahren (Viscose, Lyocell; Tencel, Modal) der Lenzing AG, Oberösterreich. In Neudau arbeiteten 286 Mitarbeiter mit einem hohen Altersschnitt. Am 10. Februar 2016 musste das Unternehmen den Insolvenzantrag beim Zivilgericht einbringen. Der Jahresumsatz betrug zuletzt 55 Mio. €, nach Verlusten seit 2012 betrug die Überschuldung zuletzt 7,5 Mio. €. Angestrebt wurde eine Fortführung ohne Eigenverwaltung und eine 20-prozentige Gläubigerquote binnen zwei Jahren. Mitte Februar 2019 rutschte die Firma erneut in die Insolvenz und musste noch im selben Jahr geschlossen werden.

### Verkehr
Neudau liegt abseits der großen Hauptverkehrsstraßen. Die Süd Autobahn A 2 von Wien nach Graz ist etwa neun Kilometer entfernt und über die Anschlussstelle Sebersdorf / Bad Waltersdorf (126) zu erreichen. Die im benachbarten Burgenland verlaufende Stegersbacher Straße B 57a nach Fürstenfeld ist etwa vier Kilometer entfernt, die ebenfalls burgenländische Güssinger Straße B 57 von Oberwart nach Güssing ist etwa acht Kilometer entfernt.
Neudau hat keinen Eisenbahnanschluss mehr, nachdem die Nebenstrecke Bierbaum–Neudau der Thermenbahn am 12. Dezember 1987 stillgelegt und mittlerweile abgebaut worden ist. Der nächstgelegene Bahnhof befindet sich in Bad Waltersdorf und bietet Zugang zur Thermenbahn mit zweistündlichen Regionalzug-Verbindungen nach Wien und Fehring.
Der Flughafen Graz ist rund 70 Kilometer entfernt.

## Politik

### Bürgermeister
Wolfgang Dolesch (SPÖ) wurde im Rahmen der konstituierende Sitzung des Gemeinderates am 16. April 2015 zum Bürgermeister der um die Katastralgemeinde Unterlimbach erweiterten Gemeinde Neudau gewählt.
Dem Gemeindevorstand gehören weiters der Vizebürgermeister Klaus Taucher-Thaler (SPÖ) und der Gemeindekassier Werner Korrer (SPÖ) an.

### Gemeinderat
Der Gemeinderat besteht aus 15 Mitgliedern und setzt sich nach dem Ergebnis der Gemeinderatswahl 2025 wie folgt zusammen:
- 10 Mandatare der SPÖ,
- 3 Mandatare der FPÖ und
- 2 Mandatare der ÖVP.

| Partei              | 2025  | 2025  | 2025  | 2020  | 2020  | 2020  | 2015                 | 2015                 | 2015                 | 2010             | 2010             | 2010             | 2010                       | 2010                       | 2010                       | 2005             | 2005             | 2005             | 2000             | 2000             | 2000             | 1995             | 1995             | 1995             | 1990             | 1990             | 1990             |
| Partei              |       |       |       |       |       |       | fusionierte Gemeinde | fusionierte Gemeinde | fusionierte Gemeinde | Neudau           | Neudau           | Neudau           | Limbach (ohne Oberlimbach) | Limbach (ohne Oberlimbach) | Limbach (ohne Oberlimbach) | Neudau           | Neudau           | Neudau           | Neudau           | Neudau           | Neudau           | Neudau           | Neudau           | Neudau           | Neudau           | Neudau           | Neudau           |
| Partei              | Sti.  | %     | M.    | Sti.  | %     | M.    | Sti.                 | %                    | M.                   | Sti.             | %                | M.               | Sti.                       | %                          | M.                         | Sti.             | %                | M.               | Sti.             | %                | M.               | Sti.             | %                | M.               | Sti.             | %                | M.               |
| ------------------- | ----- | ----- | ----- | ----- | ----- | ----- | -------------------- | -------------------- | -------------------- | ---------------- | ---------------- | ---------------- | -------------------------- | -------------------------- | -------------------------- | ---------------- | ---------------- | ---------------- | ---------------- | ---------------- | ---------------- | ---------------- | ---------------- | ---------------- | ---------------- | ---------------- | ---------------- |
| SPÖ                 | 494   | 63    | 10    | 604   | 71    | 11    | 530                  | 58                   | 9                    | 564              | 72               | 12               | 063                        | 24                         | 2                          | 454              | 65               | 10               | 481              | 65               | 10               | 474              | 66               | 10               | 460              | 58               | 9                |
| ÖVP                 | 116   | 15    | 2     | 161   | 19    | 3     | 245                  | 27                   | 4                    | 139              | 18               | 02               | 196                        | 74                         | 7                          | 181              | 26               | 04               | 159              | 22               | 03               | 139              | 19               | 03               | 168              | 21               | 3                |
| FPÖ                 | 170   | 22    | 3     | 81    | 10    | 1     | 141                  | 15                   | 2                    | nicht kandidiert | nicht kandidiert | nicht kandidiert | 005                        | 02                         | 0                          | 062              | 09               | 01               | 098              | 13               | 02               | 107              | 15               | 02               | nicht kandidiert | nicht kandidiert | nicht kandidiert |
| FPÖ und Bürgerliste |       |       |       |       |       |       | nicht kandidiert     | nicht kandidiert     | nicht kandidiert     | 076              | 10               | 01               | nicht kandidiert           | nicht kandidiert           | nicht kandidiert           | nicht kandidiert | nicht kandidiert | nicht kandidiert | nicht kandidiert | nicht kandidiert | nicht kandidiert | nicht kandidiert | nicht kandidiert | nicht kandidiert | 167              | 21               | 3                |
| Wahlberechtigte     | 1.169 | 1.169 | 1.169 | 1.200 | 1.200 | 1.200 | 1.211                | 1.211                | 1.211                | 996              | 996              | 996              | 273                        | 273                        | 273                        | 947              | 947              | 947              | 897              | 897              | 897              |                  |                  |                  |                  |                  |                  |
| Wahlbeteiligung     | 68 %  | 68 %  | 68 %  | 72 %  | 72 %  | 72 %  | 78 %                 | 78 %                 | 78 %                 | 80 %             | 80 %             | 80 %             | 97 %                       | 97 %                       | 97 %                       | 77 %             | 77 %             | 77 %             | 84 %             | 84 %             | 84 %             | 86 %             | 86 %             | 86 %             | 91 %             | 91 %             | 91 %             |

### Städtepartnerschaften
- Celldömölk, Komitat Vas ( Ungarn)

### Wappen
Die Verleihung des Gemeindewappens erfolgte mit Wirkung vom 1. Juli 1959.
Blasonierung: Im schwarzen Schild ein aufgerichteter silberner Wolf, der rechts oben von einer fünfblättrigen roten und goldbesamten Rose mit grünen Winkelblättern begleitet wird.

## Persönlichkeiten

### Kinder der Gemeinde
- Hans Kottulinsky (1913–1984), Politiker der ÖVP, Abgeordneter zum Nationalrat 1945–1949 und 1953–1959
- Kunata Kottulinsky (1914–2004), Manager und Verbandsfunktionär